# De vises sten (saga)
"De vises sten" (De Vises Steen) är en saga från 1858 av den danske författaren H.C. Andersen. Sagan utgavs även i samlingarna Nye Eventyr og Historier 1861 och Eventyr og Historier 1863. Det räknas som ett av Andersens mest kända verk utgivna under hans livstid, och även till det längsta och mest komplicerade.
Det finns flera religiösa motiv i sagan, som änglar, Guds rike och livet efter döden, och sagan slutar med orden "Fra Ordet Tro gik Haabets Bro til Alkjrligheden i det Uendelige".
Manuskriptet till sagan består av tretton tätskrivna sidor och ägs av HC Andersen-museet i Köpenhamn. Det finns i ett enda exemplar. I april 2005 var manuset ute till försäljning genom en auktion, där försäljningspriset spekulerades landa i 3,6 miljoner kronor. Utropspriset hos auktionsfirman Bruun Rasmussen låg på tre miljoner danska kronor, men budgivningen kom aldrig upp i mer än två och en halv och manuskriptet såldes inte.